# 도노하루역
도노하루역(일본어: 唐の原駅)은 일본 후쿠오카현 후쿠오카시 히가시구 와지로 4초메에 소재하는 서일본 철도 가이즈카 선의 역이다.
본 노선에서는 실질적으로 가장 새로운 역이다 (증기 철도로서 개업 당시에도 역이 있었지만 곧 폐지되었다).

## 역사
- 1924년
  - 5월 23일: 영업 개시.
  - 11월 13일: 역의 폐지를 인가받음.
- 1986년 11월 1일: 역 부활. (실질적으로는 개업과 같음)
- 2017년 2월 1일: 역 번호 도입.

## 역 구조
섬식 승강장 1면 2선의 지상역이다.

## 역 주변
역전에 무료 주차장이 있다. 역사(역 서쪽) 주변부는 총수 8동의 시영 도노하루 주택을 비롯한 주택지와 그 주택지보다 서쪽에 위치한 와지로 갯벌이 있다.
역사의 반대쪽(역 동쪽)도 마찬가지로 주택지다. 역에서 약 300m 동쪽에는 국도 제495호선이 가이즈카 선과 병행해서 지나가고 다수의 로드 사이드 점포가 입지하고 있다. 그보다 더 동쪽에는 가고시마 본선과 가시 선이 지난다.
역전에는 버스가 발착하지 않고, 국도 제495호선 위의 다이묘 버스 정류장이 근처에 있다.
- 규슈 산업 대학 - 도보로 15분 정도 걸림.
- 규산다이마에 역 - 가고시마 본선
- 후쿠오카 컨트리 클럽 와지로 코스

## 사진

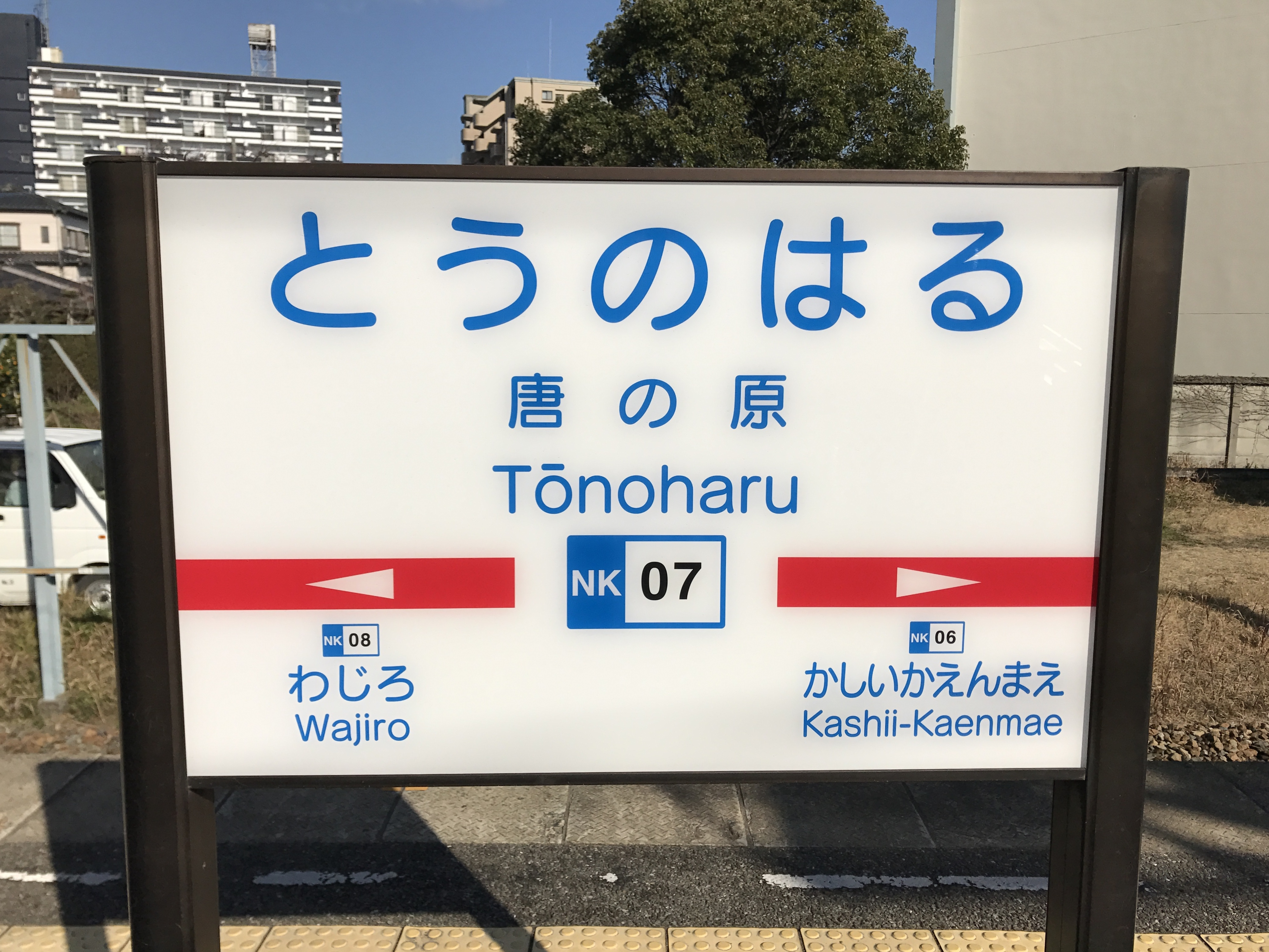
역명판
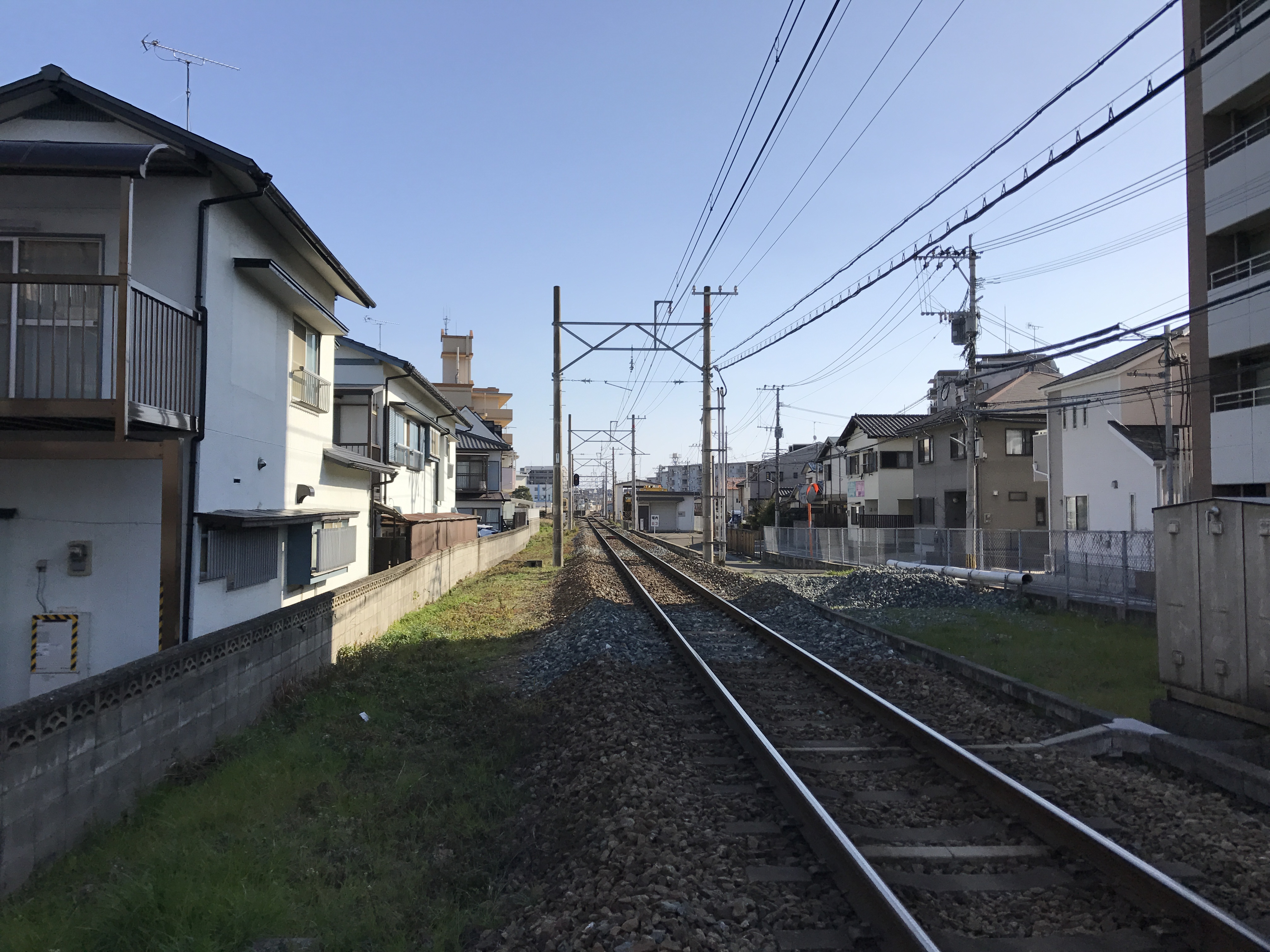
역의 북쪽 방향

## 인접역
| 서일본 철도 ■ 가이즈카 선         | 서일본 철도 ■ 가이즈카 선 | 서일본 철도 ■ 가이즈카 선     |
| --------------------------------- | ------------------------- | ----------------------------- |
| NK06 가시이카엔마에 가이즈카 방면 |                           | 와지로 NK08 니시테쓰신구 방면 |